# هوگو مارتینز (بازیکن فوتبال)
هوگو خاویِر مارتینِز کانتِرو (انگلیسی: Hugo Javier Martínez Cantero؛ زاده ۲۷ آوریل ۲۰۰۰) که با نام هوگو مارتینز شناخته می‌شود، بازیکن فوتبال حرفه‌ای اهل پاراگوئه است که به‌عنوان هافبک برای باشگاه لیبرتاد و تیم ملی پاراگوئه بازی می‌کند.

## حرفه بین‌المللی
او نخستین بازی خود را برای تیم ملی فوتبال پاراگوئه در ۲ سپتامبر ۲۰۲۱ در مقدماتی جام جهانی مقابل اکوادور انجام داد که با شکست ۰–۲خارج از خانه به پایان رسید. مارتینز در آغاز این بازی در ترکیب اصلی بود و پس از ۶۵ دقیقه تعویض شد.